# La maffia
La maffia es una película argentina de 1972, dirigida por Leopoldo Torre Nilsson y protagonizada por Alfredo Alcón y José Slavin. Estrenada en Buenos Aires el 29 de marzo de 1972. Ganadora del Cóndor de Plata como mejor película de 1973.

## Sinopsis
El relato trata del caso de dos mafiosos de la ciudad de Rosario, Argentina, Juan Galiffi conocido como Chicho Grande (interpretado por José Slavin) y Chicho Chico (interpretado por Alfredo Alcón), quienes controlaban el secuestro extorsivo, la prostitución y el juego en la ciudad, durante la década de 1930, razón por la cual fue conocida como la "Chicago Argentina". Filmada en gran parte en la ciudad de González Catán en escenarios naturales.

## Actores
Actuaron en el filme los siguientes intérpretes:
- Alfredo Alcón (Luciano Pennoa, alias "Chicho Chico")
- Thelma Biral (Ada Donato)
- José Slavin (Francesco Donato, alias "Chicho Grande")
- China Zorrilla (Asunta Donato)
- Héctor Alterio (Dr. Dino Paoletti)
- José María Gutiérrez (Manolo, "El Gallego")
- Linda Peretz (Hebe)
- Miguel Jordán (Diputado)
- Rodolfo Varela (Cristóbal Costa)
- Diego Botto (Marcelo Álvarez)
- Alejandro Marcial (Inspector Hernández)
- Raúl Fraire (Secuestrador)
- Oscar Pedemonti
- Saúl Jarlip (Dino Marchesi)
- Tina Francis (Prostituta 1)
- Noemí Granata (Prostituta 2)
- Roberto Airaldi (Concejal)
- Rodolfo Brindisi
- Bernardo Perrone
- Amadeo Sáenz Valiente
- Eduardo Gualdi
- Elio Erami
- Mario Luciani (Orestes)
- Jorge Hacker (Otto)
- Víctor Villa
- Nerio Yacometti
- Alfonso Senatore
- Juan Manuel Barrau
- Miguel Bayón
- Marta Luna
- José E. Felicetti
- Nino Udine (Hombre en túnel)
- Francisco Domínguez
- Mario Yantorno
- Luis Orbegoso
- Juan Alighieri (Hombre en reñidero)
- Leónidas Brandi
- Jorge Povarché
- Víctor Catalano
- Marta Serra
- Anastasio Quiroga
- Isaac Haimovici
- Tito Arancibia
- Laura Gothe
- Néstor Rovental
- Domingo Cutri

## Premios
- Premios Cóndor de Plata (1973): mejor película.